# Tršice
Tršice (in tedesco Trschitz) è un comune della Repubblica Ceca facente parte del distretto di Olomouc, nella regione di Olomouc.